# Đội tuyển bóng đá U-20 quốc gia Guinée
Đội tuyển bóng đá U-20 quốc gia Guinée là đội tuyển bóng đá dưới 20 tuổi của đất nước Guinea. Nó được quản lí bởi Liên đoàn bóng đá Guinée.

## Giải vô địch bóng đá U-20 thế giới
| Giải vô địch bóng đá U-20 thế giới | Giải vô địch bóng đá U-20 thế giới | Giải vô địch bóng đá U-20 thế giới | Giải vô địch bóng đá U-20 thế giới | Giải vô địch bóng đá U-20 thế giới | Giải vô địch bóng đá U-20 thế giới | Giải vô địch bóng đá U-20 thế giới | Giải vô địch bóng đá U-20 thế giới |
| Năm                                | Kết quả                            | Tr                                 | T                                  | H                                  | B                                  | Bt                                 | Bb                                 |
| ---------------------------------- | ---------------------------------- | ---------------------------------- | ---------------------------------- | ---------------------------------- | ---------------------------------- | ---------------------------------- | ---------------------------------- |
| 1977                               | Không tham dự                      | -                                  | -                                  | -                                  | -                                  | -                                  | -                                  |
| 1979                               | Vòng bảng                          | 3                                  | 0                                  | 0                                  | 3                                  | 0                                  | 10                                 |
| 1981 đến 2015                      | Không tham dự                      | -                                  | -                                  | -                                  | -                                  | -                                  | -                                  |
| 2017                               | Vòng bảng                          | 3                                  | 0                                  | 1                                  | 2                                  | 1                                  | 9                                  |
| Tổng cộng                          | 3/21                               | 6                                  | 0                                  | 1                                  | 5                                  | 1                                  | 19                                 |

## Đội hình hiện tại
| 0#0 | Vị trí | Cầu thủ                | Ngày sinh và tuổi           | Câu lạc bộ      |
| --- | ------ | ---------------------- | --------------------------- | --------------- |
| 1   | TM     | Sékouba Camara         | 22 tháng 1, 1997 (20 tuổi)  | Atlético Coléah |
| 2   | HV     | Salif Sylla            | 5 tháng 12, 1998 (18 tuổi)  | AS Kaloum       |
| 3   | HV     | Mamadouba Diaby        | 16 tháng 2, 1997 (20 tuổi)  | AS Kaloum       |
| 4   | TV     | Oumar Toure            | 18 tháng 9, 1998 (18 tuổi)  | Juventus        |
| 5   | HV     | Mohamed Camara         | 1 tháng 11, 1998 (18 tuổi)  | Fello Star      |
| 6   | HV     | Mohamed Didé Fofana    | 8 tháng 4, 1998 (19 tuổi)   | Hafia FC        |
| 7   | TV     | Daouda Camara          | 20 tháng 8, 1997 (19 tuổi)  | Horoya AC       |
| 8   | TV     | Ibrahima Sory Soumah   | 1 tháng 1, 1998 (19 tuổi)   | Fello Star      |
| 9   | TĐ     | Momo Yansane           | 29 tháng 7, 1997 (19 tuổi)  | Hafia FC        |
| 10  | TV     | Morlaye Sylla          | 27 tháng 7, 1998 (18 tuổi)  | Arouca          |
| 11  | HV     | Jean Charles Fernandez | 20 tháng 1, 1998 (19 tuổi)  | Ajaccio         |
| 12  | TĐ     | Mohamed Coumbassa      | 5 tháng 6, 1999 (17 tuổi)   | Wakriya AC      |
| 13  | HV     | Mohamed Aly Camara     | 28 tháng 8, 1997 (19 tuổi)  | Hafia FC        |
| 14  | HV     | Yamoussa Camara        | 13 tháng 5, 1998 (19 tuổi)  | AS Kaloum       |
| 15  | TV     | Mamadou Kane           | 22 tháng 1, 1997 (20 tuổi)  | AS Kaloum       |
| 16  | TM     | Moussa Camara          | 27 tháng 11, 1998 (18 tuổi) | Horoya AC       |
| 17  | TĐ     | Mamady Barry           | 22 tháng 11, 1997 (19 tuổi) | Soumba FC       |
| 18  | TV     | Alseny Soumah          | 16 tháng 5, 1998 (19 tuổi)  | Arouca          |
| 19  | TV     | Naby Bangoura          | 29 tháng 3, 1998 (19 tuổi)  | Vizela          |
| 20  | TĐ     | Abdoulaye Jules Keita  | 20 tháng 7, 1998 (18 tuổi)  | SC Bastia       |
| 21  | TM     | Fodé David Kaba        | 15 tháng 8, 1998 (18 tuổi)  | Hafia FC        |